# 太空超人 (角色)
太空超人（英語：He-Man and the Masters of the Universe (2002 TV series)）是一名美泰兒旗下的虛構超級英雄，同時也是一系列漫畫和數部電視動畫的主角。在變身前，他的真實身分為亞當王子（Prince Adam）。在故事中，太空超人和他的夥伴們試圖從骷髏王的邪惡勢力中捍衛伊坦尼亞（Eternian）王國和葛雷堡的秘密。
在該角推出以來已橫跨了許多媒體，包括玩具、電視動畫及真人電影。其中，太空超人還於2012年起與DC漫畫合作推出了限量漫畫。

## 外部連結
- 互联网电影数据库（IMDb）上《He-Man and the Masters of the Universe》的资料（英文）（1983年至1985年電視動畫）
- 互联网电影数据库（IMDb）上《Masters of the Universe》的资料（英文）（1987年真人電影）
- 互联网电影数据库（IMDb）上《The New Adventures of He-Man》的资料（英文）（1990年至1991年電視動畫）
- 互联网电影数据库（IMDb）上《He-Man and the Masters of the Universe》的资料（英文）（2002年電視動畫）